# Morti nel 1975/Maggio
| Questa pagina contiene informazioni ricavate automaticamente dalle voci biografiche con l'ausilio del template Bio e di un bot. L'aggiornamento è periodico e automatico e ricostruisce completamente la pagina. Se manca una persona in questa lista, sei pregato di non aggiungerla, ma accertati piuttosto che la sua voce biografica contenga il template Bio e che i dati anagrafici siano correttamente compilati. Se il template Bio manca, inseriscilo tu stesso o, in alternativa, metti l'avviso {{tmp\|Bio}} che ne segnala la mancanza. Se i dati riportati sono sbagliati, correggi direttamente la voce biografica; le modifiche saranno visibili in questa lista entro pochi giorni. Per chiarimenti vedi il progetto biografie. La lista contiene solo le 96 persone che sono citate nell'enciclopedia e per le quali è stato implementato correttamente il template Bio. Pagina aggiornata al 3 mar 2024. |

- 1º maggio - Francis S. Symondson, aviatore inglese (n. 1897)
- 2 maggio - Padmaja Naidu, attivista e politica indiana (n. 1900)
- 2 maggio - Margherita Seglin, attrice italiana (n. 1889)
- 3 maggio - Carlo Livraghi, vescovo cattolico italiano (n. 1899)
- 3 maggio - Pietro Zappelli, calciatore italiano (n. 1911)
- 4 maggio - Moe Howard, attore e comico statunitense (n. 1897)
- 4 maggio - Emilio Merone, latinista e poeta italiano (n. 1916)
- 4 maggio - Frans van der Veen, calciatore olandese (n. 1919)
- 5 maggio - Carlo Campolmi, partigiano italiano (n. 1901)
- 5 maggio - Nils Eriksen, allenatore di calcio e calciatore norvegese (n. 1911)
- 5 maggio - Kenneth Keating, politico, avvocato e giudice statunitense (n. 1900)
- 5 maggio - Ladislao Mittner, germanista, critico letterario e filologo italiano (n. 1902)
- 5 maggio - Vera Volkova, ballerina e insegnante russa (n. 1905)
- 6 maggio - József Mindszenty, cardinale e arcivescovo cattolico ungherese (n. 1892)
- 6 maggio - Władysław Szczepaniak, calciatore polacco (n. 1910)
- 6 maggio - Raphael Tracey, calciatore statunitense (n. 1904)
- 7 maggio - Franz Bistricky, pallamanista austriaco (n. 1914)
- 8 maggio - Avery Brundage, dirigente sportivo, discobolo e multiplista statunitense (n. 1887)
- 8 maggio - Bram Fischer, avvocato sudafricano (n. 1908)
- 8 maggio - Carlos Izaguirre, calciatore argentino (n. 1895)
- 8 maggio - Abe Levitow, animatore e regista statunitense (n. 1922)
- 8 maggio - Salvatore Perrucci, calciatore italiano (n. 1913)
- 8 maggio - Pitigrilli, scrittore, giornalista e aforista italiano (n. 1893)
- 9 maggio - Francesco Giuseppe d'Asburgo-Lorena, nobile austriaco (n. 1905)
- 9 maggio - Giorgio Cesarano, poeta, scrittore e traduttore italiano (n. 1928)
- 9 maggio - Philip Dorn, attore olandese (n. 1901)
- 9 maggio - Antonio Vojak, calciatore e allenatore di calcio italiano (n. 1904)
- 10 maggio - Roque Dalton, poeta, giornalista e rivoluzionario salvadoregno (n. 1935)
- 10 maggio - Bertha Lee Pate, cantante statunitense (n. 1902)
- 10 maggio - Adalberto Pazzini, medico e storico italiano (n. 1898)
- 11 maggio - Arcangelo Russo, politico italiano (n. 1923)
- 12 maggio - Göte Andersson, pallanuotista svedese (n. 1909)
- 12 maggio - Clifford Durr, avvocato e attivista statunitense (n. 1899)
- 13 maggio - Marguerite Perey, chimica francese (n. 1909)
- 13 maggio - Charles Vaurie, ornitologo statunitense (n. 1906)
- 13 maggio - Bob Wills, musicista e cantante statunitense (n. 1905)
- 13 maggio - Pah Wongso, attivista, attore e educatore indonesiano (n. 1904)
- 14 maggio - Lyall Dagg, giocatore di curling canadese (n. 1929)
- 14 maggio - Federico Torretta, politico italiano (n. 1890)
- 15 maggio - Giuseppe Balasso, politico italiano (n. 1903)
- 15 maggio - Egisto Cappellini, politico e partigiano italiano (n. 1896)
- 15 maggio - James Cardno, bobbista britannico (n. 1912)
- 15 maggio - Guido Giovanelli, velista italiano (n. 1901)
- 15 maggio - Gino Lamon, calciatore italiano (n. 1903)
- 15 maggio - Antonio Pedrotti, compositore, direttore d'orchestra e direttore di coro italiano (n. 1901)
- 16 maggio - Carletto Manzoni, scrittore, giornalista e umorista italiano (n. 1909)
- 16 maggio - Oskar Tietz, ciclista su strada e pistard tedesco (n. 1895)
- 17 maggio - Nino Caffè, pittore e incisore italiano (n. 1908)
- 17 maggio - Romeo Oliva, ammiraglio italiano (n. 1889)
- 17 maggio - Rina Pellegri, poetessa e giornalista italiana (n. 1903)
- 17 maggio - Bjarne Pettersen, calciatore norvegese (n. 1907)
- 17 maggio - Ibrahim Wasif, sollevatore egiziano (n. 1908)
- 18 maggio - Leroy Anderson, compositore statunitense (n. 1908)
- 18 maggio - Christopher Strachey, informatico inglese (n. 1916)
- 18 maggio - Aníbal Troilo, musicista argentino (n. 1914)
- 19 maggio - Marino Klinger, calciatore colombiano (n. 1936)
- 19 maggio - Smilo von Lüttwitz, generale tedesco (n. 1895)
- 19 maggio - Jacques Natanson, drammaturgo, regista e sceneggiatore francese (n. 1901)
- 20 maggio - Romano Calisi, pedagogo e antropologo italiano (n. 1931)
- 20 maggio - Manuel Fal Conde, avvocato e politico spagnolo (n. 1894)
- 20 maggio - Barbara Hepworth, scultrice inglese (n. 1903)
- 20 maggio - Faumuina Mulinu'u II, politico samoano (n. 1921)
- 20 maggio - Alfred Neveu, bobbista svizzero (n. 1890)
- 20 maggio - Richard Oehm, calciatore tedesco (n. 1909)
- 20 maggio - Erwin Straus, neurologo, psichiatra e psicologo tedesco (n. 1891)
- 21 maggio - Samuel Bischoff, produttore cinematografico statunitense (n. 1890)
- 21 maggio - Remo Calapso, scacchista italiano (n. 1905)
- 21 maggio - Jean Fontenay, ciclista su strada francese (n. 1911)
- 21 maggio - Wilhelm Góra, calciatore polacco (n. 1916)
- 21 maggio - Leonella Nasi, artista, grafica e illustratrice italiana (n. 1889)
- 22 maggio - Lefty Grove, giocatore di baseball statunitense (n. 1900)
- 22 maggio - Remo Teglia, medico e scrittore italiano (n. 1913)
- 23 maggio - Giuditta Brozzetti, imprenditrice italiana (n. 1877)
- 23 maggio - Mario Ceretto, imprenditore italiano (n. 1929)
- 23 maggio - Paul Legentilhomme, generale francese (n. 1884)
- 23 maggio - Ottavio Scotti, scenografo italiano (n. 1904)
- 24 maggio - Enrico Arienti, calciatore italiano (n. 1932)
- 24 maggio - Edward Grierson, scrittore britannico (n. 1914)
- 24 maggio - Marcel Vacherot, tennista francese (n. 1881)
- 27 maggio - Giovanni Canestrini, giornalista, storico e arbitro di calcio italiano (n. 1893)
- 27 maggio - Rudolf Jeny, allenatore di calcio e calciatore ungherese (n. 1901)
- 27 maggio - Sten Moe, calciatore norvegese (n. 1906)
- 28 maggio - Ezzard Charles, pugile statunitense (n. 1921)
- 28 maggio - Lung Chien, regista e attore hongkonghese (n. 1916)
- 28 maggio - Roy Roberts, attore statunitense (n. 1906)
- 28 maggio - Amedeo Sica, politico italiano (n. 1898)
- 29 maggio - Giuseppe Altana, pittore italiano (n. 1886)
- 29 maggio - Bob Gale, cestista statunitense (n. 1925)
- 30 maggio - Edoardo Clerici, avvocato e politico italiano (n. 1898)
- 30 maggio - James Mitchell, calciatore inglese (n. 1897)
- 30 maggio - Steve Prefontaine, mezzofondista statunitense (n. 1951)
- 30 maggio - Tatsuo Shimabuku, maestro di karate giapponese (n. 1908)
- 30 maggio - Michel Simon, attore svizzero (n. 1895)
- 31 maggio - Eric Lenneberg, linguista, neurologo e psicologo tedesco (n. 1921)
- 31 maggio - Enrico Torre, velocista, lunghista e multiplista italiano (n. 1901)
- 31 maggio - Mito Umeta, supercentenaria giapponese (n. 1863)